# Vịnh Chesapeake

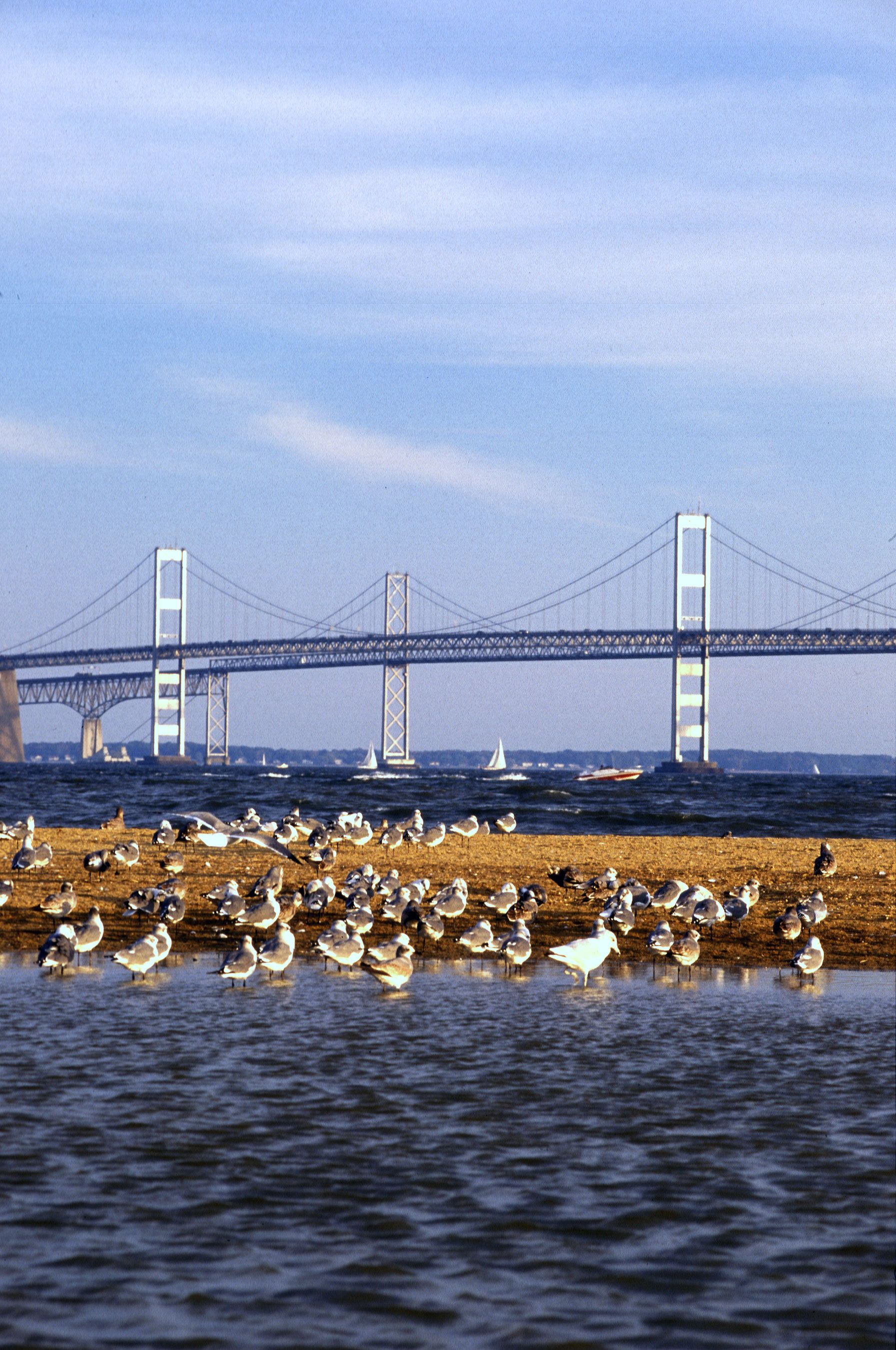
Cầu qua vịnh Chesapeake

Vịnh Chesapeake (tiếng Anh:Chesapeake Bay) là một vịnh nằm bên bờ Đại Tây Dương, đông Maryland và Virginia. Vịnh này có lưu vực rộng 166.534 km² ở Quận Columbia và một phần của 6 bang: New York, Pennsylvania, Delaware, Maryland, Virginia và Tây Virginia. Hơn 150 sông và suối chảy vào vịnh này. Vịnh này có chiều dài 310 km và chiều rộng thay đổi từ 6 đến 40 km. Cửa vịnh là một dải nước giữa mũi Charles, Virginia, bên bờ bắc và mũi Henry, Virginia, bên bờ nam, rộng 19 km. Có nhiều sông suối đổ vào vịnh này, trong đó có các sông James, York, Rappahannock, Potomac, Patuxent và sông Susquehanna. Đầu của vịnh được nối vào sông Delaware bằng kênh Chesapeake và Delaware, một con kênh dài 31 km tạo lối vào cho tàu bè đến khu vực cảng Wilmington-Philadelphia. Đường hầm cầu vịnh Chesapeake dài 28 km được hoàn thành năm 1964, chạy xuyên suốt dưới lối vào vịnh giữa mũi Henry và mũi Charles. Cầu qua vịnh Chesapeake được xây dựng đầu thập niên 1950 từ mũi Sandy, Maryland, gần Annapolis, tây đảo Kent, Maryland. Các cảng quan trọng trong vịnh này có thể tiếp tàu nước sâu là: Newport News, Norfolk, và Portsmouth ở Virginia và Baltimore ở Maryland. Vịnh này là nơi cung cấp các loại hải sản quan trọng như sò, cua.